# Xylobosca vidua
Xylobosca vidua är en skalbaggsart som först beskrevs av Blackburn 1890.  Xylobosca vidua ingår i släktet Xylobosca och familjen kapuschongbaggar. Inga underarter finns listade i Catalogue of Life.